# フランチェスコ・スタトゥート
フランチェスコ・スタトゥート（Francesco Statuto, 1971年7月13日 - ）は、イタリア・ローマ出身の元サッカー選手、現役時のポジションはMF。現在はセリエDのローマ・シティのへッドコーチを務めている。

## 経歴
1994-95シーズンから3シーズンをASローマで過ごし、リーグ戦74試合に出場、この間の1995年にイタリア代表入りを果たし3試合に出場した。